# 久保充広
久保 充広（くぼ みつひろ、1974年4月15日 - ）は、大阪府和泉市出身の元プロ野球選手（捕手）。

## 来歴

### 現役時代
近大附属高校では森岡裕之とバッテリーを組み、第74回全国高等学校野球選手権大会に出場した。
1992年のドラフト会議で近鉄バファローズから7位指名を受けて入団。
1995年オフに高嶋徹、堀江晃治との交換トレードで大島公一と共にオリックス・ブルーウェーブへ移籍。
1998年に一軍初出場。
2002年に現役を引退した。

### 現役引退後
2003年からはオリックスのブルペン捕手に転身。
2004年まで2年間務めた。
2005年から2007年まではサブマネージャー。
2008年シーズンからは一軍マネージャー、その後は一軍チーフマネージャーを務めた。
2013年11月に球団本部育成グループ長に就任。管理部課長を経て、2017年11月1日付で管理部長に昇進した。

## 詳細情報

### 年度別打撃成績
| 年 度     | 球 団      | 試 合 | 打 席 | 打 数 | 得 点 | 安 打 | 二 塁 打 | 三 塁 打 | 本 塁 打 | 塁 打 | 打 点 | 盗 塁 | 盗 塁 死 | 犠 打 | 犠 飛 | 四 球 | 敬 遠 | 死 球 | 三 振 | 併 殺 打 | 打 率 | 出 塁 率 | 長 打 率 | O P S |
| --------- | ---------- | ----- | ----- | ----- | ----- | ----- | -------- | -------- | -------- | ----- | ----- | ----- | -------- | ----- | ----- | ----- | ----- | ----- | ----- | -------- | ----- | -------- | -------- | ----- |
| 1998      | オリックス | 6     | 3     | 3     | 0     | 0     | 0        | 0        | 0        | 0     | 0     | 0     | 0        | 0     | 0     | 0     | 0     | 0     | 2     | 0        | .000  | .000     | .000     | .000  |
| 2001      | オリックス | 4     | 2     | 2     | 0     | 1     | 0        | 0        | 0        | 1     | 0     | 0     | 0        | 0     | 0     | 0     | 0     | 0     | 1     | 0        | .500  | .500     | .500     | 1.000 |
| 2002      | オリックス | 1     | 0     | 0     | 0     | 0     | 0        | 0        | 0        | 0     | 0     | 0     | 0        | 0     | 0     | 0     | 0     | 0     | 0     | 0        | ----  | ----     | ----     | ----  |
| 通算：3年 | 通算：3年  | 11    | 5     | 5     | 0     | 1     | 0        | 0        | 0        | 1     | 0     | 0     | 0        | 0     | 0     | 0     | 0     | 0     | 3     | 0        | .200  | .200     | .200     | .400  |

### 記録
- 初出場：1998年4月10日、対日本ハムファイターズ1回戦（東京ドーム）、8回裏に捕手として出場
- 初先発出場：1998年4月12日、対日本ハムファイターズ3回戦（東京ドーム）、9番・捕手として先発出場
- 初安打：2001年9月29日、対西武ライオンズ28回戦（グリーンスタジアム神戸）、8回裏にジョー・ビティエロの代打として出場、青木勇人から左前安打

### 背番号
- 63 （1993年 - 1995年）
- 50 （1996年 - 2000年）
- 37 （2001年 - 2002年）
- 103 （2003年 - 2004年）